# ماهااویا
ماهااویا (به لاتین: Mahaoya) یک منطقهٔ مسکونی در سری‌لانکا است که در استان شرقی (سری‌لانکا) واقع شده‌است.